# Grundlovsdag
Der Grundlovsdag (auf Deutsch Tag des Grundgesetzes) ist ein dänischer Gedenktag am 5. Juni. Es wird die Einführung der dänischen Verfassung (Junigrundloven) am 5. Juni 1849 durch die Unterzeichnung von König Frederik VII. gedacht. 
Er ist ein normaler Arbeitstag. Zwischen 1891 und 1975 war der Grundlovsdag offiziell ein halber Feiertag. In manchen Tarifverträgen ist geregelt, dass der Arbeitnehmer einen halben oder einen ganzen Tag entlohnt frei hat.
Bereits nach der Einführung 1849 wurden an den Jahrestagen größere Versammlungen und Feste abgehalten. Die Verfassung von 1849 begründete die konstitutionelle Monarchie und ersetzte das absolutistische Königsgesetz von 1665.
Seit den 1870er-Jahren wurde der Grundlovsdag zunehmend für parteipolitische Versammlungen genutzt, was bis heute der Fall ist. Jede politische Partei hält am Grundlovsdag eine oder mehrere Veranstaltungen ab.